# Clambus seminulum
Clambus seminulum är en skalbaggsart som beskrevs av Horn 1880. Clambus seminulum ingår i släktet Clambus och familjen dvärgkulbaggar. Inga underarter finns listade i Catalogue of Life.

## Bildgalleri

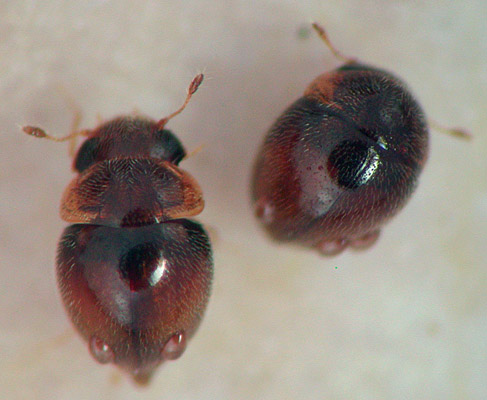